# سارة بورغس
سارة بورغس (بالإنجليزية: Sarah Burgess)‏ هي مغنية مؤلفة وملحنة ومغنية أمريكية، ولدت في 14 يوليو 1987 في وست تشستر ‏ في الولايات المتحدة.

## وصلات خارجية
- الموقع الرسمي